# 高鶚
高 鶚（こう がく、簡体字: 高鹗; 拼音: Gāo È; ウェード式: Kao1 E4、1738年頃 - 1815年頃）は、清の官僚・文学者・漢軍八旗の鑲黄旗に属した旗人。字は蘭墅、号は紅楼外史。

## 生涯
1788年（乾隆53年）に挙人、1795年（乾隆60年）に進士となる。翰林院侍読、江南道御史、刑科給事中。後妻として詩人張問陶（号は船山）の妹を娶ったとされる。なお張問陶と高鶚は同じ1788年の挙人である。著作としては八股文の文集や詩集などがあったが、詩文の才はさほど抜群とはいえないと評されている。
程偉元とともに、80回までしか完成していなかった曹雪芹の『紅楼夢』に残りの40回を補って120回の完本とした人物。ただし、これには異説もあり、「前80回は完全な形で、後40回は不完全な形で残っていたものを高鶚が整理・増補し、出版した」ともいわれている。完本は1791年（乾隆56年）に蘇州の萃文書屋より同作の初の活字本として刊行され、両者の名前から「程高本」と呼ばれるようになった。以前は『石頭記』と呼ばれていた本作が『紅楼夢』と題されるようになったのも程高本からである。なお、続作部分で主人公賈宝玉が挙人に好成績で及第するのは高鶚の境遇が反映したものとも推測されている。